# Honk!
Honk! è un musical con colonna sonora di George Stiles e libretto e parole di Anthony Drewe, basata sulla favola di Hans Christian Andersen Il brutto anatroccolo. Il musical debuttò a Newbury nel 1993 e nel 1999 il musical andò in scena per la prima volta a Londra, dove vinse il Laurence Olivier Award al miglior nuovo musical. Da allora, Honk! è diventata una scelta popolare per gli spettacoli natalizi nelle scuole di Gran Bretagna, Canada e Stati Uniti.